# دانيال فرينش
دانيال فرينش (بالإنجليزية: Daniel French)‏ (25 نوفمبر 1979 في المملكة المتحدة - ) هو لاعب كرة قدم بريطاني في مركز الوسط. لعب مع نادي بيتربورو يونايتد ونادي كامبريدج ستي ونادي بوسطن يونايتد.

## وصلات خارجية
- دانيال فرينش على موقع Soccerbase.com (لاعب) (الإنجليزية)